# Uzérliktapa

Uzérliktapa

Uzérliktapa - est un établissement de l'âge du bronze moyen situé près de la ville d'Aghdam. La couche culturelle avait environ 3,5 m de haut à la fin du 2e millénaire av. Le quartier d'Uzérliktapa est l'un des rares monuments de la première culture urbaine de la ville.

## Premiers établissements urbains du Caucase
L’autoroute a partiellement réduit l’actuelle autoroute reliant Aghdam à Agdjabadi. La partie ouest de la colline est maintenant un cimetière.
En 1954, cette colline a attiré l'attention de nombreux érudits azerbaïdjanais et russes. La chose la plus intéressante est que cette colline n'est pas créée artificiellement comme un monticule. C'est une colline naturelle. D'autre part, de nombreux vestiges matériels et culturels d'il y a 3-4 mille ans ont été rassemblés par le voyageur dans la partie détruite de cette colline naturelle. Bien sûr, c’est le destin de cette colline mystérieuse, le plus réfléchi des érudits, comment la découverte pourrait tomber au milieu de la colline et combien d’autres fossiles seraient trouvés sur la colline. Parmi les savants, il y avait aussi controversé. Certains prétendent qu'il était un cimetière depuis les temps les plus anciens, d'autres prétendent être au sommet d'une colline.
Afin de mettre fin à tous ces conflits, le scientifique de Saint-Pétersbourg, A.A. Gessen a suggéré de faire des fouilles sur la colline. Une des raisons des fouilles tient au fait que dans les années 1950, les colonies de peuplement du bronze au Karabakh n’avaient pas été étudiées. Par conséquent, la nature des colonies il y a 3-4 mille ans, leur habitation, la structure de leurs maisons, le type de matériaux de construction, etc. L'étude de tels monuments était d'une grande importance pour l'apprentissage. Seuls les lieux de vie pourraient aider à connaître le niveau de vie matérielle et spirituelle de la population.
Uzérliktapa est le seul établissement ancien faisant partie des fouilles archéologiques du Millard. Ce monument est situé dans une position géographique favorable à l'est de la ville d'Aghdam. La résidence a un plan ovale qui est incorrect. Sa plage la plus large du nord au sud est de 202 m. Des fouilles archéologiques ont été effectuées sur une superficie de 484 m2. L'épaisseur de la couche culturelle sur la colline naturelle est de 3 m.
Au cours des fouilles archéologiques, 3 couches de construction ont été découvertes. La première couche de construction se caractérise par la présence de différents types d'ateliers. Certains d'entre eux sont pleins d'ustensiles de cuisine et de cendres. Il a été utilisé pour stocker des animaux à partir de pieux de paille. Des restes de ce bâtiment ont été trouvés sur cette couche. Ses murs sont tissés à partir de gros bâtons et trempés dans de l'argile. Le toit de l'immeuble est recouvert de coquilles en bois et le rez-de-chaussée est recouvert d'un tapis. Des bouteilles d'argile par terre, des fourneaux d'argile ont été trouvés à l'intérieur du foyer dispersé. Un alliage de métal givré a été trouvé à l'intérieur du buisson d'argile trouvé dans le four. Des thés, des cornes et des moisissures de pierre de thé ont été obtenus près de la carrière. Cette maison a été peinte par K. Kuchnareva en tant que "maison de maître". Les articles en argile trouvés dans cette couche sont divisés en deux groupes, les ustensiles de cuisine et les ustensiles ménagers. Les produits en céramique sont cuits de couleur grise ou noire. Les appareils ménagers sont soigneusement polis. Les planches sont conçues avec divers motifs d'ornements gris.
L'épaisseur de la couche intermédiaire choisie pour les résidus de chêne riches, les puits économiques et les matériaux archéologiques riches est de 1,5 m. Les ruines du magnifique mur de protection, représentant tout l'habitat, ont été découvertes sur cette couche. Le mur du mur de protection mesure 35 m de long, 3 m de large et 1 m de haut. Une de ses portes d'entrée est renforcée avec de la contrefaçon. Des restes de maisons au sol et recouvertes de bois ont été retrouvés à l'intérieur du mur de défense. Durant cette période, le lieu de résidence a été exposé à un double feu. En raison de l'effondrement des maisons et de l'accumulation de la couche culturelle, le mur de défense a perdu de son importance et a été calibré.
La troisième période de construction était située sur le mur de la défense. En dépit du fait que c'était extrêmement mauvais, le rez-de-chaussée et les articles ménagers gardés dessus ont été trouvés sur cette couche. Les céramiques des deuxième et troisième classes ont été acceptées par K. Kuchnaryeva en tant que complexe unique. Au cours de cette période, la production de produits en argile a considérablement progressé. L'ornement sculptural utilisé dans le substrat a été remplacé par un ornement plus parfait.
Les plats peints monochromes, différents de la céramique polie noire, reflètent l'effet d'une autre culture et seront expliqués plus en détail ci-dessous. À l'heure actuelle, on peut dire que cette culture peut être considérée comme une preuve du progrès des navires peints au nord du bassin Nakhitchevan-Ourmia. Très peu (2%) des contenants peints à l'intérieur des produits en argile confirment que c'est le cas.

## Protection des habitants de l'Uzérliktapa
En 1954, des fouilles archéologiques ont commencé à Uzérliktapa. À la suite des fouilles, il a été découvert qu’à environ 6 ou 7 m, l’Uzérliktapa avait une hauteur d’environ 3,5 m à la fin du 2e millénaire av. À ce moment-là, les habitants s'étaient installés dans l'extrême est. Il est intéressant de noter que, comme dans toute l’Azerbaïdjan, les anciens habitants du Karabakh utilisaient principalement les hautes collines pour choisir leur lieu de résidence au cours de la période tribale. Ce n'est qu'un objectif militaire. Au cours des batailles tribales utilisant des méthodes sévères, les collines ont été en mesure de voir les forces ennemies plus rapidement et de préparer des mesures d’urgence. D'autre part, une tranchée profonde a été creusée autour de la colline qui avait une zone compacte. Ces trancheuses ont joué un rôle dans le danger. Parfois, ils remplissaient la tranchée d’eau, transformant la colline en une sorte d’île. La forteresse était l'une des colonies les plus fortifiées de l'enceinte environnante. En fait, la colonie d'Uzérliktepe, qui s'était effondrée pendant la période de la communauté primitive et où l'inégalité de propriété se produisait, était l'un des rares monuments reflétant la culture de la ville.
À la suite des fouilles, il a été découvert qu’Uzérliktapa était habitée depuis de nombreux siècles et qu’en raison de cet habitat, une couche culturelle de trois mètres de long a émergé. Les observations archéologiques de la couche culturelle ont révélé que la période d'habitation Uzérliktapa a été poursuivie 2000 années.
L'un des principaux patrimoines ayant attiré l'attention lors des fouilles est constitué par les restes d'un grand volume de briques. On sait que ce mur entoure la partie supérieure de la colline de manière arrondie. Les érudits ont eu raison de dire que ce mur est une forteresse défensive.
Les ruines des maisons d'habitation semi-permanentes, les foyers, la tranchée utilisée à diverses fins, les outils agricoles, des plateaux en argile et des figurines d'argile ont été retrouvés à l'intérieur du mur de la forteresse. Les maisons d'habitation à Uzérliktapa sont principalement construites en briques. Le sol des maisons est doucement arrosé d'argile. Chaque maison a des trous en pavés. En outre, de nombreux trous ont été aménagés à l'intérieur des habitations et parfois dans la cour. Selon les chercheurs, ces fosses, de tailles différentes, sont souvent utilisées pour stocker de la nourriture et, dans quelques cas, pour les poubelles.

## Agriculture
Un certain nombre de vestiges de l'ancienne culture des anciens habitants du Karabakh ont été découverts. De nombreux creux et plantes d'intérieur, ainsi que des restes de blé et d'orge ont été trouvés dans des vases d'argile. Après des analyses en laboratoire, il est apparu que les restes de ce blé avaient été cultivés il y a 4 000 à 5 000 ans. De plus, le blé et l'orge ont été cultivés ensemble dans la plupart des cas. Cela prouve également que l’outil en pierre utilisé pour la récolte du grain planté a été retrouvé. La faucille coupe les petites pierres et les équipe à la mâchoire du grand coléoptère à cornes. À propos, les outils en pierre ont pris une place majeure dans la vie des habitants de l'Extrême-Orient. Ici, des flèches en pierre, des lames de pierre, de nombreuses batailles païennes et des sauterelles ont été découverts. Il a été établi qu'il y a 3 000 à 4 000 ans, tous ces outils montrent encore que les outils en pierre jouent un rôle majeur dans la vie des peuples autochtones. La piqûre a également été pincée par des pierres. Pour ce faire, ils ont pris un morceau de roche solide et en ont aminci une extrémité.
Les restes de pépins de raisin sont l’une des grandes découvertes, ce qui prouve que le jardinage a une histoire ancienne dans cette région. Le rôle des instruments en os dans la vie des anciens habitants a également été minime. Ils fabriquaient des aiguilles pour les machines à tricoter et des aiguilles pour la couture. Les mêmes articles sont en bronze en cuivre et en cuivre. Acquisition d'armes, couteaux, etc. c'est aussi du bronze. A propos, il convient de noter que, à la suite des fouilles menées à Uzérliktapa, les anciens habitants du Karabakh étaient connus il y a 4,5 mille ans pour le mystère du métal solide, trois mille ans avant le mystère de la production de fer.

## Artisanat et élevage
Outre l'agriculture, l'élevage a également pris une place majeure. L'imagination sur la maladie et son espèce crée de nombreux os d'animaux trouvés dans ce monument. À la suite d'analyses de laboratoire effectuées par nos scientifiques, l'affinité des os d'animaux identifiés de la Coccinelle a été parfaitement comprise. Seulement 464 unités d'os de taureau, 285 os de mouton et de chèvre, 40 parties d'os de cheval, 104 os de porc et 6 parties de chien ont été découvertes ici. À la suite des enquêtes, les résidents du Crétacé supérieur ont utilisé 15 formes de migration saisonnières. Ils avaient développé l'élevage du bétail en été, se déplaçant dans les montagnes en été et en hiver afin de fournir aux animaux des pâturages.
D'autres découvertes archéologiques montrent que l'artisanat domestique, l'agriculture et l'élevage évoluent également. Le tissage, la peinture, la poterie et le travail des métaux sont devenus plus populaires dans l'art domestique. Parallèlement à cela, les anciens habitants de l'Extrême-Orient ont réalisé d'importants succès dans le développement d'objets d'art.
Lors des fouilles de 1965, un pélican a été trouvé à Uzérliktapa, un "pichet en mouvement", c’est-à-dire fabriqué en argile et capable de se déplacer d’un endroit à un autre. Les récipients en argile sont particulièrement concentrés dans les vestiges de la culture matérielle découverte ici. Il est intéressant de noter que, contrairement aux vases d’argile trouvés dans le cimetière de Khodjaly, les plats des habitants d’Uzérliktapa sont très variés. Cependant, le plus gros progrès est qu’ils connaissent déjà les secrets de la coloration des plantes et peignent bon nombre des 14 argiles qu’ils utilisent dans la maison. À cette fin, ils utilisaient principalement deux couleurs: le noir et le rouge.

## Idéologie religieuse à Uzérliktapa
Une autre découverte scientifique est extrêmement intéressante du point de vue scientifique et revêt une grande importance pour l’étude de l’idéologie religieuse des habitants. Cette découverte est une femme. L'idole trouvée dans la maçonnerie en pierre de la couche supérieure prouve que l'idolâtrie s'est répandue parmi la population locale. Cette croyance religieuse, qui était généralement observée sur le territoire de l'Azerbaïdjan au cours de l'énéolithique, a par la suite développé un rôle dominant dans les temps anciens. Au cours de cette période, la majorité des idoles féminines sont venues de l'idée que la mère est un symbole de l'hérésie ou de l'origine de la vie.